# 1450 Brickell
El rascacielos 1450 Brickell es un edificio de oficinas en la ciudad de Miami, Florida, Estados Unidos. Tiene 165 metros de altura distribuidos entre 35 plantas. Es adyacente al rascacielos One Broadway, entre el Distrito financiero de Miami y la avenida Brickell. Ubicado entre las calles Brickell Avenue y Broadway, fue diseñado por el estudio Nichols, Brosch, Wurst, Wolfe & Associates, Inc. El edificio dispone de más de 54,000 m² de espacio para oficinas y áreas comerciales.

## Ahorro energético
El edificio 1450 Brickell es el primer rascacielos de Miami en contar con el certificado LEED de oro para el ahorro energético. Hill York, el contratista mecánico, instaló el sistema utiliVisor en el edificio para monitorizar de forma continua los sistemas de climatización.

## Resistencia a los huracanes

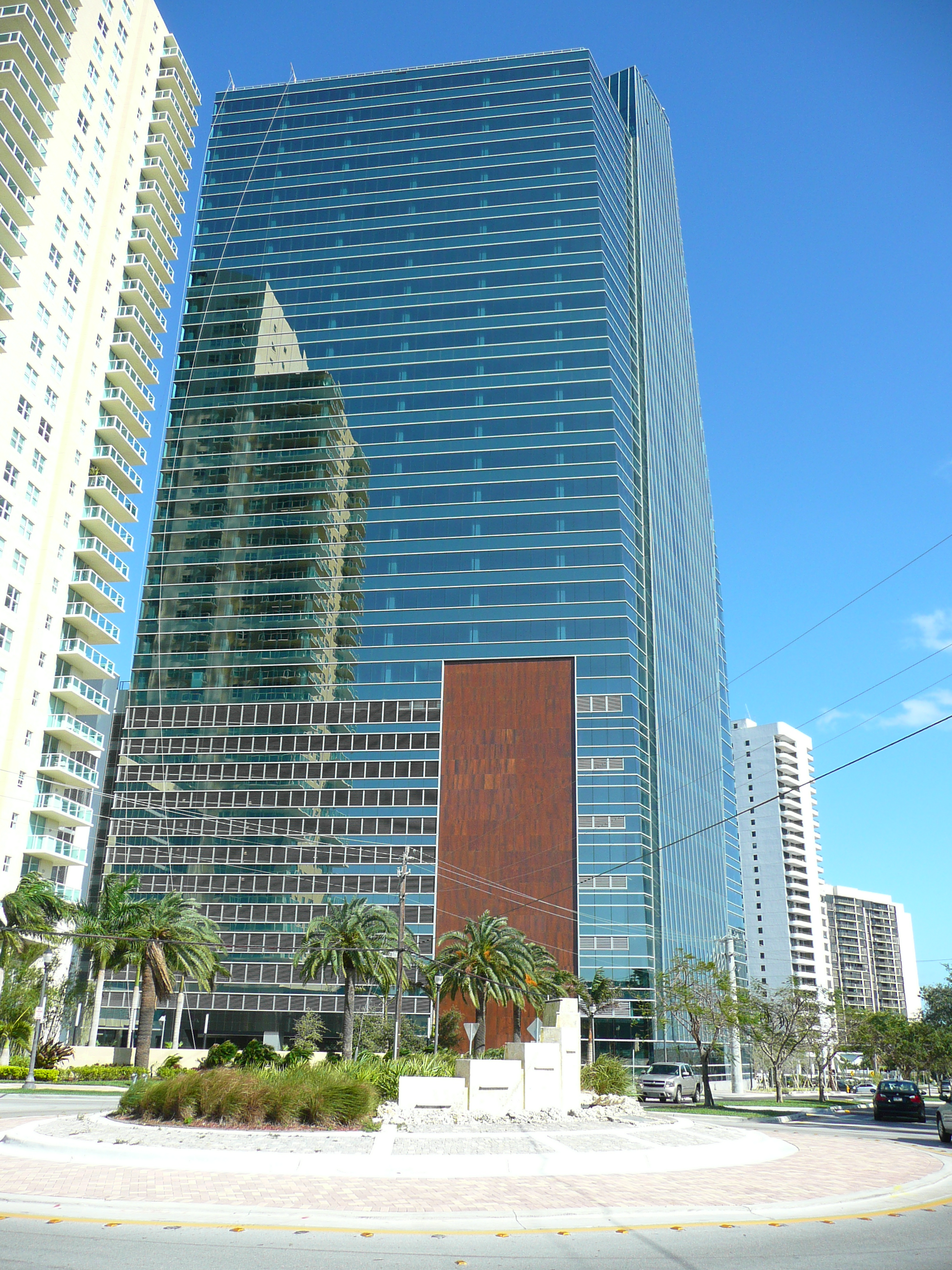
Vista del edificio 1450 Brickell

El rascacielos 1450 Brickell incorporó los más modernos sistemas de cerramientos para la prevención de ráfagas de viento y huracanes. Sus 35 plantas están diseñadas para resistir impactos de misiles o terremotos. DeSimone Consulting Engineers Ingenieros es la empresa responsable de la ingeniería estructural del proyecto.